# Neocompsa cylindricollis
Neocompsa cylindricollis là một loài bọ cánh cứng trong họ Cerambycidae.